# Ich
Pour les articles homonymes, voir ICH et Ksar Ich.
 (novembre 2008).
Si vous disposez d'ouvrages ou d'articles de référence ou si vous connaissez des sites web de qualité traitant du thème abordé ici, merci de compléter l'article en donnant les références utiles à sa vérifiabilité et en les liant à la section « Notes et références ».

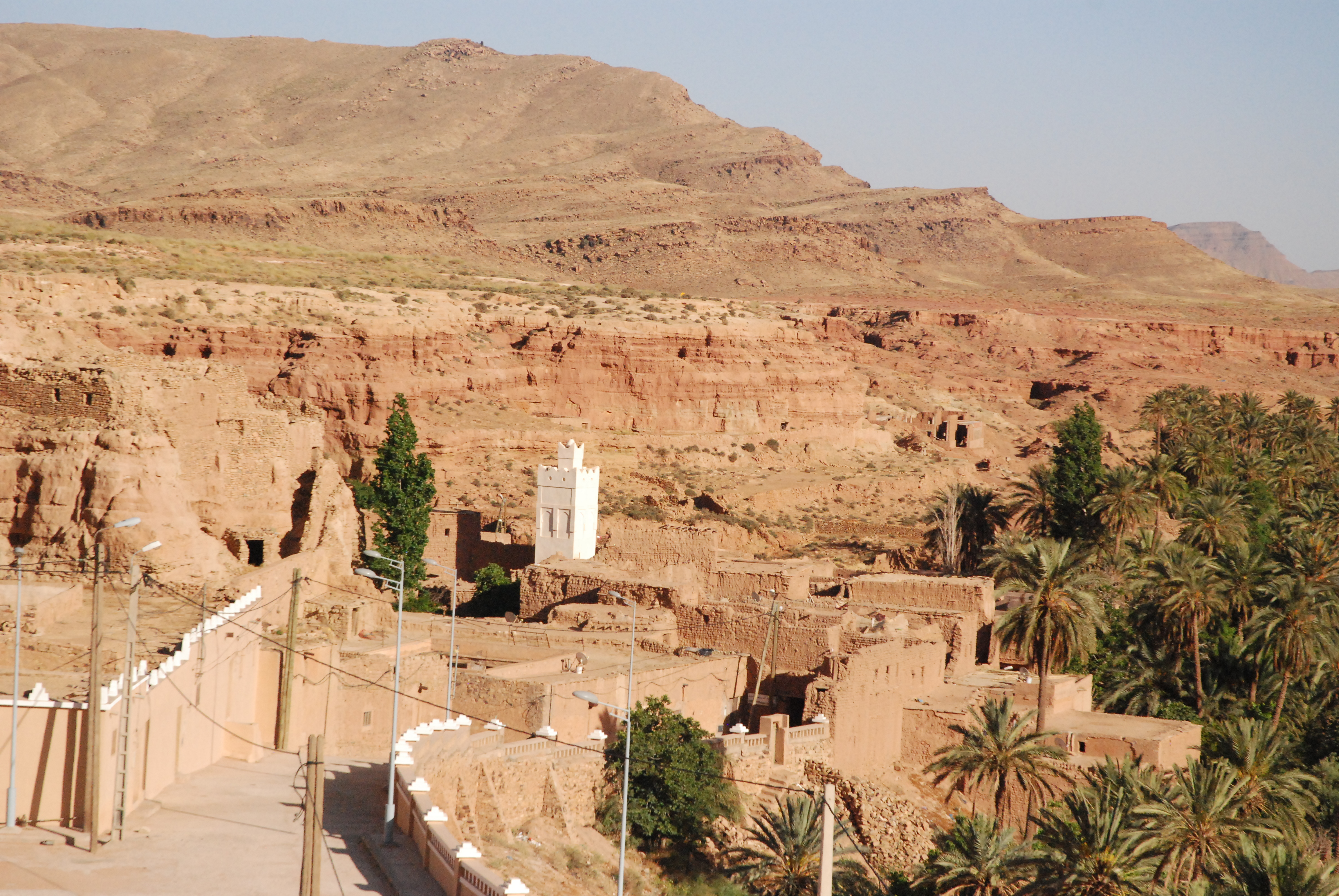

Ich, Iche ou Yich est un village marocain, situé au sud-est du Maroc, dans la province de Figuig à la frontière avec l'Algérie. C'est la localité la plus à l'est du pays.
Ich est un cercle de la commune rurale de Béni Guil, il se trouve à 102 km à l'est de la ville Bouarfa (chef-lieu de la province de Figuig). Ich est lié à Bouarfa par une route 28 km de la route nationale N17 qui bifurque à gauche en route secondaire P6108 sur 74 km.

## Histoire
Des gravures rupestres à Ich et dans ses environs (Douissa, Chellala, Dchira, Oued Tachettouft) prouvent que la région a été habitée très tôt : selon les archéologues ces gravures datent de l'ère néolithique. Ich fait partie des quatorze villes marocaines fondées par les Phéniciens, elle fut aussi une colonie romaine et on y trouve aussi des tumulus préislamiques.

### Les gravures rupestres de Ich

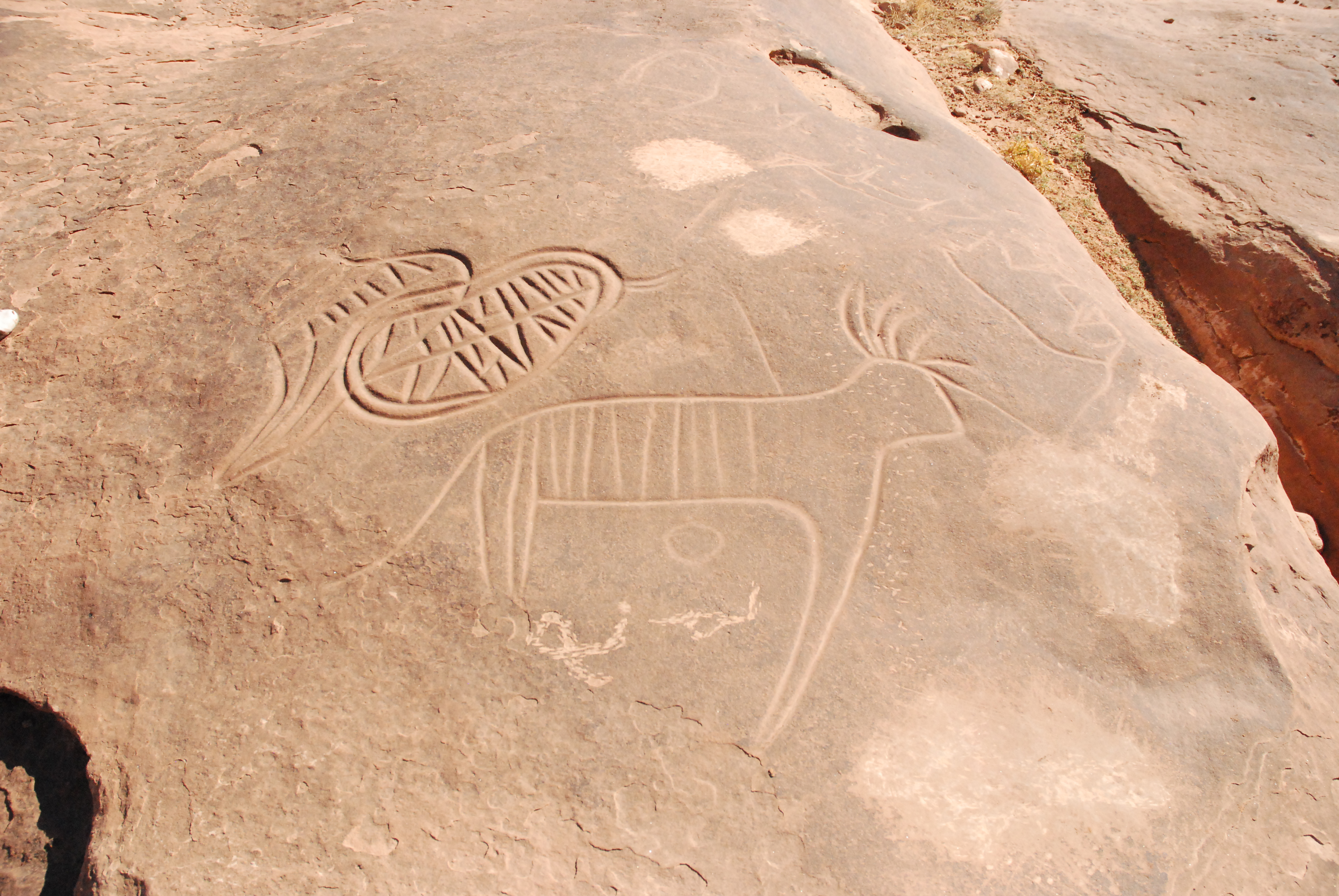
Gravures rupestres de Douissa à 20 km d'Ich

La province de Figuig est une immense réserve archéologique. Il représente un musée à ciel ouvert, avec un patrimoine archéologique et historique exceptionnel. Les gravures rupestres sont très abondantes à Figuig et à Ich, dans le Maroc oriental. Elles sont l’une des plus riches au Maghreb (Heckendorf et Salih, 1999). La région de Figuig a été parmi les premières au Maroc à avoir signalé son art rupestre (Salih et Ben Amara, 2006). 
Les arts rupestres de Figuig-Ich sont variés, gravures en plein air et peinture dans des abris sous roche, sachant que les sites à peintures rupestres sont rares au Maroc. Les images gravées sur dalles de grès, à ciel ouvert ou peintes sur les parois de grottes, représentent des messages laissés par les anciennes populations.
Elles permettent de reconstituer leurs comportements, leur vie quotidienne, leurs croyances et le milieu dans lequel elles évoluaient. 
Cette étude permet aussi d’estimer l’âge ou les périodes de réalisation de ces gravures, les relations entre ces sites rupestres de Figuig-Ich avec les autres régions rupestres du Maroc voire du Maghreb.